# Joana Matia Borau
Joana Matia Borau   (Barcelona, 26 d'octubre de 1908 - Barcelona, 11 de setembre de 1991) fou una mestra catalana, militant del PSUC i primera alcaldessa d'Alpens. Acabada la Guerra Civil, fou sotmesa a un consell de guerra sumaríssim, condemnada i reclosa a la Presó de dones de les Corts; també fou apartada del magisteri. És considerada una de les pioneres del municipalisme feminista republicà.

## Biografia
Nascuda a Barcelona, filla de Macario Matia Sánchez nascut a Palència i mort a Barcelona l'any 1933, militar de professió i de Francisca-Benigna Borau Lacasta (Barcelona 1881-1960), era mestra de professió, estava casada amb Jesús Mercadé Aguadé (Vilabella, 1905- Barcelona, 1995) i tenia dues filles, Maria Mercedes *1931 i Elena *1934.
Durant els cursos 1931-1932-1933, va estar al càrrec de la secció de nenes del Col·legi-Academia Sagrada Família de Barcelona. Amb vint-i-sis anys, va ser destinada a Alpens (Lluçanès). Va prendre possessió de la plaça de mestre el 28 de novembre de 1934 i va exercir fins a finals de juliol de 1936. Arran del recent cop d'estat del 18 de juliol, l'Ajuntament va acordar en el ple del dia 31, cessar l'alcalde, Ramon Bosom Marginet, i tres regidors considerats desafectes al Front Popular. Matia va ser nomenada nova alcaldessa en representació del PSUC. Només va ocupar el càrrec tres mesos, però va endegar importants i dràstiques reformes, recordant als fabricants que havien d'augmentar un 15 per cent el sou dels treballadors i complir estrictament els horaris de feina decretats per la Generalitat republicana. Va confiscar els crèdits compartits amb el Bisbat i va rellevar el secretari; també va municipalitzar el Cementiri i va destinar la Rectoria a Casa comunal. Seguint els criteris del Consell de l'Escola Nova Unificada, del pedagog Joan Puig i Elias, Matia va proposar habilitar l'antic convent de monges, junt amb la confiscada Torre-Casino de Miquel Casals i Carles, per a la instal·lació de les escoles municipals. Amb aquesta finalitat va impulsar un crèdit extraordinari de 12.455 pessetes a pagar entre els grans contribuents del poble.
Amb la victòria del general Franco i la desfeta de l'Exèrcit Popular de la República, va ser detinguda amb l'acusació d'haver ostentat el càrrec d'alcaldessa, va ser jutjada en un consell de guerra sumaríssim i sentenciada a una pena de vint anys de presó, que finalment va ser commutada per dos anys i quatre mesos. El 1941 va ser donada de baixa del magisteri. El 1949 li van concedir l'indult, però fins al 24 de novembre de 1976 no va ser amnistiada.